# غيليس بريسون
غيليس بريسون (بالفرنسية: Gilles Brisson)‏ هو مدرب كرة قدم ولاعب كرة قدم فرنسي في مركز الدفاع، ولد في 9 أبريل 1958 في سانتس في فرنسا. لعب مع باريس سان جيرمان ونادي باريس ونادي تولوز ونادي سوشو.

## وصلات خارجية
- غيليس بريسون على موقع قاعدة بيانات كرة القدم.إي يو (الإنجليزية)
- غيليس بريسون على موقع عالم كرة القدم.نت (الإنجليزية)